# 安德烈亚斯·斯特兰德
安德烈亚斯·斯特兰德（挪威語：Andreas Strand，1889年2月3日—1958年4月19日），生于腓特烈斯塔，挪威男子竞技体操运动员。他曾获得1908年夏季奥运会体操比赛男子团体全能银牌。